# 新界區專線小巴94線
新界區專線小巴94線是由棉記汽車旗下94專線小巴管理有限公司營辦的一條專線小巴線，來往石圍角及葵盛圍。本線另設有區間車94A線，來往梨木樹及葵盛圍，只在早上至黃昏行走。

## 歷史
九巴在《1982至1983年度巴士路線發展計劃》中，提出開辦新路線32D往返石圍角及葵盛；運輸署卻認為沿線需求不大，將之改為專綫小巴路線，並於1982年9月10日，刊憲宣佈公開招標包括此路線在內的11組共25條專綫小巴新路線之經營權。
- 1983年3月15日：94線投入服務，往返石圍角（石安街）及葵盛圍。[4][5]
- 1989年12月29日：受五號幹線建築工程影響，來回程改經和宜合交匯處、三棟屋路、二陂圳路及石圍角路，不入象山邨。
- 約1990年：往葵盛圍方向於每日07:30-19:00期間繞經梨木樹邨（昂磡路與梨樹路）。
- 1991年：增設短途班次來往梨木樹及葵盛圍，服務時間為每日07:00-19:00，每10分鐘一班。在1995年，該短途班次獲獨立編號「94A」。
- 2004年1月17日（下午二時起）：來回程皆加經當日啟用之梨木樹公共運輸交匯處。[6]
- 2022年6月26日：94線往葵盛圍及石圍角方向的尾班車提早至23:00開出；94A線在每日10:00後只往返梨木樹邨至葵芳（葵富路）。[7]

## 收費
- 全程收費：$6.30
  - 石圍角往返梨木樹邨：$4.30

| - 本線大小同價。 - 乘客可以現金或八達通於上車時付款，不設找續。 - 65歲或以上長者使用長者或個人八達通（包括「樂悠咭」），合資格殘疾人士使用「殘疾人士身份」個人八達通卡繳付車資，以及60至64歲香港居民使用「樂悠咭」，均可享有每程劃一$2.0的政府長者及合資格殘疾人士公共交通票價優惠計劃。 - 乘客若繳付分段收費，請通知車長調校八達通機。 |

## 行車路線
94

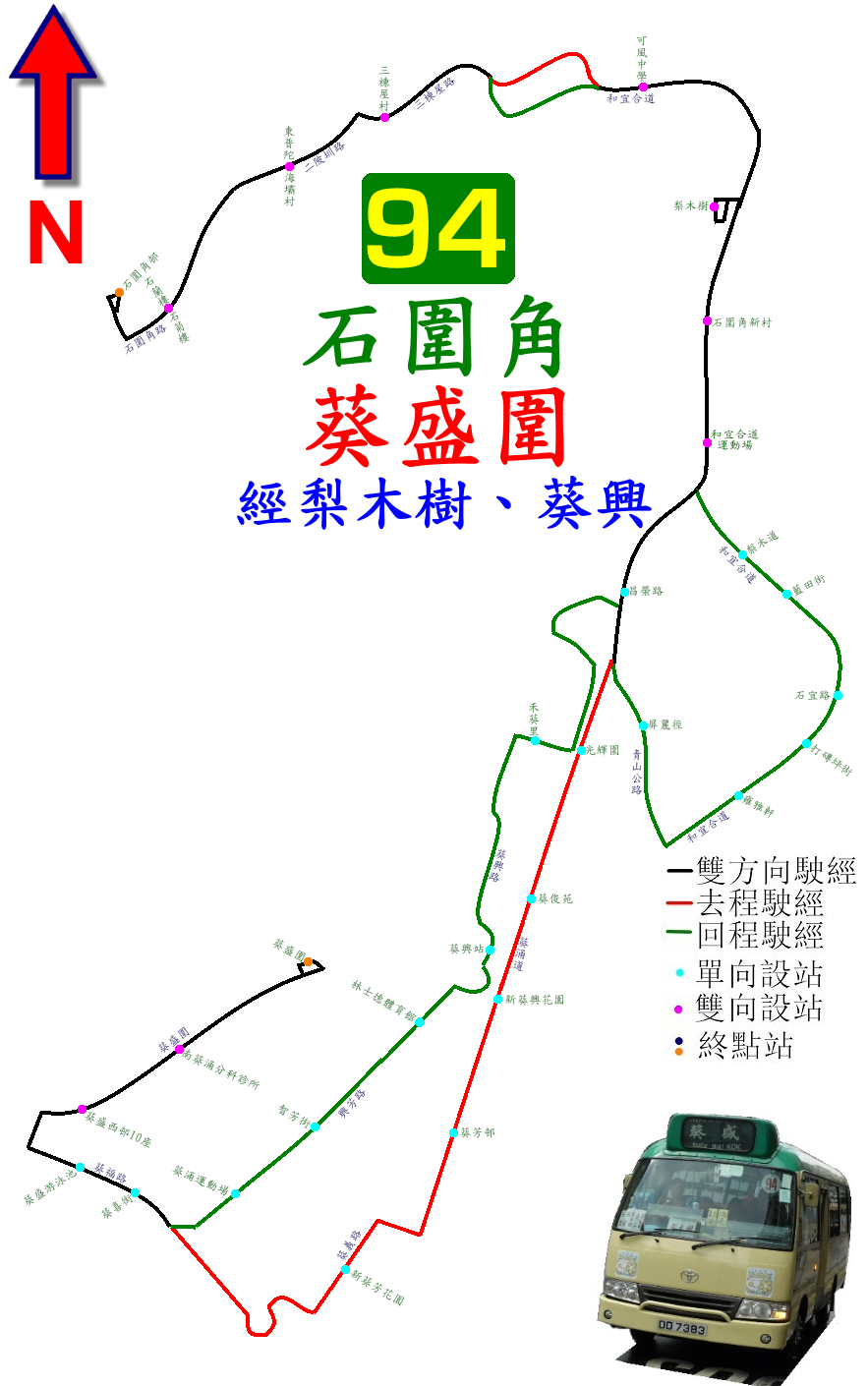
94路線的走線圖

- 往葵盛圍途經：石安街、石圍角路、二陂圳路、三棟屋路、和宜合交匯處、和宜合道、梨木樹公共運輸交匯處、和宜合道、昌榮路、青山公路迴旋處、葵涌道、葵富路、葵義路、葵福路、盛福街及葵盛圍。[1]
- 往石圍角途經：葵盛圍、盛福街、葵福路、興芳路、葵興站、葵興路、禾塘咀街、葵涌道、青山公路迴旋處、青山公路、和宜合道、梨木樹公共運輸交匯處、和宜合道、和宜合交匯處、三棟屋路、二陂圳路、石圍角路及石安街[1]。

94A
- 往葵盛圍途經：梨木樹公共運輸交匯處、和宜合道、昌榮路、青山公路迴旋處、葵涌道、葵富路、葵義路、葵福路、盛福街及葵盛圍。[1]
- 往梨木樹邨途經：葵盛圍、盛福街、葵福路、興芳路、葵興站、葵興路、禾塘咀街、葵涌道、青山公路迴旋處、青山公路、和宜合道、梨木樹公共運輸交匯處。

短途班次
- 往葵芳途經：梨木樹公共運輸交匯處、和宜合道、昌榮路、青山公路迴旋處、葵涌道、葵富路。[1]